# BNP Paribas Open
BNP Paribas Open (eller Indian Wells Masters) er en professionel tennisturnering for både mænd og kvinder, som hvert år i marts afvikles i den lille by Indian Wells i Californien, USA. Indian Wells ligger i Coachella Valley nær Palm Springs, ca. 185 km øst for det centrale Los Angeles. Turneringen bliver spillet i Indian Wells Tennis Garden, der blev opført i 2000, og hvor Stadium 1 er den største arena med 16.100 tilskuerpladser – den næststørste arena i professionel tennis.
Turneringen er (pr. 2024) kategoriseret som en ATP Masters 1000-turnering på mændenes ATP Tour og som en WTA 1000-turnering på kvindernes WTA Tour, og den rangerer dermed umiddelbart under de fire grand slam-turneringer og de to tour-slutspil, og den omtales af nogle som "den femte grand slam-turnering". Sammen med Miami Open i Miami, Florida skilte den sig i mange år ud fra de øvrige turneringer på de to tours ved at hovedturneringen strakte sig over mere end én uge. I 2023 blev Madrid Open og Internazionali d'Italia imidlertid udvidet til samme størrelse som de to amerikanske turneringer.
Hovedturneringen starter normalt om onsdagen, og begge singlefinaler spilles om søndagen i den efterfølgende uge. Begge hovedturneringer i single har deltagelse af 96 spillere, der ved lodtrækning fordeles i et skema med plads til 128 spillere, hvor de 32 seedede spillere er oversiddere i første runde. Der afvikles tillige en herredouble- og en damedoubleturnering, der begge har deltagelse af 32 par.
BNP Paribas Open blev otte år i træk i perioden 2014-2022 (touren var suspenderet i 2020 pga. COVID-19-pandemien) kåret af spillerne som årets turnering i kategorien ATP Masters 1000 på ATP Tour og årets turnering i kategorien WTA 1000 på WTA Tour.

## Historie

### Spillesteder
Turneringen blev første gang afholdt i 1974 under navnet American Airlines Tennis Games som en mindre Grand Prix-turnering, der blev spillet i Tucson, Arizona. I 1976 flyttede den til Coachella Valley-området i Californien, hvor den siden da er afviklet uden afbrydelser, dog på flere forskellige anlæg. I 1976-78 blev den spillet i Mission Hills Country Club i Palm Springs. Herefter fulgte to år i Rancho Mirage (1979-80) og seks år i La Quinta (1981-86), inden den i 1987 flyttede til Indian Wells, hvor den siden da er afviklet.

### Navne
Mændenes turnering har gennem tiden båret følgende navne:
- American Airlines Tennis Games (1974-1978)
- Congoleum Classic (1979-1980, 1982-1984)
- Grand Marnier/ATP Tennis Games (1981)
- Pilot Pen Classic (1985-1987)
- Newsweek Champions Cup (1988-1999)

Kvindernes turnering er blevet spillet siden 1989 og har haft følgende navne:
- Virginia Slims of Indian Wells (1989-1990)
- Virginia Slims of Palm Springs (1991)
- Matrix Essentials Evert Cup (1992-1993)
- Evert Cup (1994, 1999)
- State Farm Evert Cup (1995-1998) – opkaldt efter den tidligere topspiller Chris Evert

Oprindeligt blev kvindernes turnering afviklet ugen før mændenes, men i 1996 blev turneringen med det mundrette navn Newsweek Champions Cup/State Farm Evert Cup presented by Harman International en af de første turneringer på de to professionelle tours, hvor mænd og kvinder spillede samtidig, og siden 2000 har turneringen haft følgende navne:
- Tennis Masters Series Indian Wells (2000-2001), med tilføjelsen "presented by Newsweek" for herrernes turnering.
- Pacific Life Open (2002-2008), med tilføjelsen "presented by the City of Indian Wells" i 2002-2003 og 2005-2006.
- BNP Paribas Open (siden 2009).

### Turneringer
| År   | Spillested                 | Grand prix- / ATP-turnering | Grand prix- / ATP-turnering    | Grand prix- / ATP-turnering         | Grand prix- / ATP-turnering | Grand prix- / ATP-turnering | WTA-turnering                | WTA-turnering                  | WTA-turnering                | WTA-turnering                | WTA-turnering                |
| År   | Spillested                 | Datoer                      | Navn                           | Kategori                            | Præmiesum                   | Ref.                        | Datoer                       | Navn                           | Kategori                     | Præmiesum                    | Ref.                         |
| ---- | -------------------------- | --------------------------- | ------------------------------ | ----------------------------------- | --------------------------- | --------------------------- | ---------------------------- | ------------------------------ | ---------------------------- | ---------------------------- | ---------------------------- |
| 1974 | Tucson, Arizona            | 18. - 24. marts             | American Airlines Tennis Games | Grand prix                          | $ 150.000                   |                             | Ingen WTA-turnering før 1989 | Ingen WTA-turnering før 1989   | Ingen WTA-turnering før 1989 | Ingen WTA-turnering før 1989 | Ingen WTA-turnering før 1989 |
| 1975 | Tucson, Arizona            | 31. marts - 6. april        | American Airlines Tennis Games | Grand prix                          | $ 150.000                   |                             | Ingen WTA-turnering før 1989 | Ingen WTA-turnering før 1989   | Ingen WTA-turnering før 1989 | Ingen WTA-turnering før 1989 | Ingen WTA-turnering før 1989 |
| 1976 | Palm Springs, Californien  | 22. - 28. marts             | American Airlines Tennis Games | Grand prix                          | $ 200.000                   |                             | Ingen WTA-turnering før 1989 | Ingen WTA-turnering før 1989   | Ingen WTA-turnering før 1989 | Ingen WTA-turnering før 1989 | Ingen WTA-turnering før 1989 |
| 1977 | Palm Springs, Californien  | 21. - 27. februar           | American Airlines Tennis Games | Grand prix                          | $ 225.000                   |                             | Ingen WTA-turnering før 1989 | Ingen WTA-turnering før 1989   | Ingen WTA-turnering før 1989 | Ingen WTA-turnering før 1989 | Ingen WTA-turnering før 1989 |
| 1978 | Palm Springs, Californien  | 13. - 19. februar           | American Airlines Tennis Games | Grand prix                          | $ 225.000                   |                             | Ingen WTA-turnering før 1989 | Ingen WTA-turnering før 1989   | Ingen WTA-turnering før 1989 | Ingen WTA-turnering før 1989 | Ingen WTA-turnering før 1989 |
| 1979 | Rancho Mirage, Californien | 12. - 18. februar           | Congoleum Classic              | Grand prix                          | $ 250.000                   |                             | Ingen WTA-turnering før 1989 | Ingen WTA-turnering før 1989   | Ingen WTA-turnering før 1989 | Ingen WTA-turnering før 1989 | Ingen WTA-turnering før 1989 |
| 1980 | Rancho Mirage, Californien | 11. - 17. februar           | Congoleum Classic              | Grand prix                          | $ 250.000                   |                             | Ingen WTA-turnering før 1989 | Ingen WTA-turnering før 1989   | Ingen WTA-turnering før 1989 | Ingen WTA-turnering før 1989 | Ingen WTA-turnering før 1989 |
| 1981 | La Quinta, Californien     | 16. - 22. februar           | Grand Marnier Tennis Games     | Grand prix                          | $ 175.000                   |                             | Ingen WTA-turnering før 1989 | Ingen WTA-turnering før 1989   | Ingen WTA-turnering før 1989 | Ingen WTA-turnering før 1989 | Ingen WTA-turnering før 1989 |
| 1982 | La Quinta, Californien     | 15. - 21. februar           | Congoleum Classic              | Grand prix                          | $ 200.000                   |                             | Ingen WTA-turnering før 1989 | Ingen WTA-turnering før 1989   | Ingen WTA-turnering før 1989 | Ingen WTA-turnering før 1989 | Ingen WTA-turnering før 1989 |
| 1983 | La Quinta, Californien     | 21. - 27. februar           | Congoleum Classic              | Grand prix                          | $ 200.000                   |                             | Ingen WTA-turnering før 1989 | Ingen WTA-turnering før 1989   | Ingen WTA-turnering før 1989 | Ingen WTA-turnering før 1989 | Ingen WTA-turnering før 1989 |
| 1984 | La Quinta, Californien     | 13. - 19. februar           | Congoleum Classic              | Grand prix                          | $ 200.000                   |                             | Ingen WTA-turnering før 1989 | Ingen WTA-turnering før 1989   | Ingen WTA-turnering før 1989 | Ingen WTA-turnering før 1989 | Ingen WTA-turnering før 1989 |
| 1985 | La Quinta, Californien     | 18. - 24. februar           | Pilot Pen Classic              | Grand prix                          | $ 300.000                   |                             | Ingen WTA-turnering før 1989 | Ingen WTA-turnering før 1989   | Ingen WTA-turnering før 1989 | Ingen WTA-turnering før 1989 | Ingen WTA-turnering før 1989 |
| 1986 | La Quinta, Californien     | 24. februar - 2. marts      | Pilot Pen Classic              | Grand prix                          | $ 325.000                   |                             | Ingen WTA-turnering før 1989 | Ingen WTA-turnering før 1989   | Ingen WTA-turnering før 1989 | Ingen WTA-turnering før 1989 | Ingen WTA-turnering før 1989 |
| 1987 | Indian Wells, Californien  | 16. - 22. februar           | Pilot Pen Classic              | Grand prix                          | $ 350.000                   |                             | Ingen WTA-turnering før 1989 | Ingen WTA-turnering før 1989   | Ingen WTA-turnering før 1989 | Ingen WTA-turnering før 1989 | Ingen WTA-turnering før 1989 |
| 1988 | Indian Wells, Californien  | 29. februar - 6. marts      | Newsweek Champions Cup         | Grand prix                          | $ 510.000                   |                             | Ingen WTA-turnering før 1989 | Ingen WTA-turnering før 1989   | Ingen WTA-turnering før 1989 | Ingen WTA-turnering før 1989 | Ingen WTA-turnering før 1989 |
| 1989 | Indian Wells, Californien  | 13. - 19. marts             | Newsweek Champions Cup         | Grand prix                          | $ 510.000                   |                             | 6. - 12. marts               | Virginia Slims of Indian Wells | Kat. 4                       | $ 250.000                    |                              |
| 1990 | Indian Wells, Californien  | 5. - 11. marts              | Newsweek Champions Cup         | ATP Championship Series Single-Week | $ 750.000                   |                             | 26. februar - 4. marts       | Virginia Slims of Indian Wells | WTA Tier II                  | $ 350.000                    |                              |
| 1991 | Indian Wells, Californien  | 4. - 10. marts              | Newsweek Champions Cup         | ATP Championship Series Single-Week | $ 750.000                   |                             | 25. februar - 3. marts       | Virginia Slims of Palm Springs | WTA Tier II                  | $ 350.000                    |                              |
| 1992 | Indian Wells, Californien  | 2. - 8. marts               | Newsweek Champions Cup         | ATP Championship Series Single-Week | $ 825.000                   |                             | 24. februar - 1. marts       | Matrix Essentials Evert Cup    | WTA Tier II                  | $ 350.000                    |                              |
| 1993 | Indian Wells, Californien  | 1. - 7. marts               | Newsweek Champions Cup         | ATP Championship Series Single-Week | $ 1.400.000                 |                             | 22. - 28. februar            | Matrix Essentials Evert Cup    | WTA Tier II                  | $ 375.000                    |                              |
| 1994 | Indian Wells, Californien  | 28. februar - 6. marts      | Newsweek Champions Cup         | ATP Championship Series Single-Week | $ 1.470.000                 |                             | 21. - 27. februar            | Evert Cup                      | WTA Tier II                  | $ 400.000                    |                              |
| 1995 | Indian Wells, Californien  | 6. - 12. marts              | Newsweek Champions Cup         | ATP Championship Series Single-Week | $ 1.550.000                 |                             | 27. februar - 5. marts       | State Farm Evert Cup           | WTA Tier II                  | $ 430.000                    |                              |

| År   | Spillested                | Datoer           | Navn                               | Navn                               | ATP-turnering               | ATP-turnering | ATP-turnering | WTA-turnering         | WTA-turnering | WTA-turnering |
| År   | Spillested                | Datoer           | Navn                               | Navn                               | Kategori                    | Præmiesum     | Ref.          | Kategori              | Præmiesum     | Ref.          |
| ---- | ------------------------- | ---------------- | ---------------------------------- | ---------------------------------- | --------------------------- | ------------- | ------------- | --------------------- | ------------- | ------------- |
| 1996 | Indian Wells, Californien | 11. - 17. marts  | Newsweek Champions Cup             | State Farm Evert Cup               | ATP Super 9                 | $ 1.950.000   |               | WTA Tier I            | $ 550.000     |               |
| 1997 | Indian Wells, Californien | 10. - 16. marts  | Newsweek Champions Cup             | State Farm Evert Cup               | ATP Super 9                 | $ 2.050.000   |               | WTA Tier I            | $ 1.250.000   |               |
| 1998 | Indian Wells, Californien | 9. - 15. marts   | Newsweek Champions Cup             | State Farm Evert Cup               | ATP Super 9                 | $ 2.200.000   |               | WTA Tier I            | $ 1.250.000   |               |
| 1999 | Indian Wells, Californien | 8. - 14. marts   | Newsweek Champions Cup             | Evert Cup                          | ATP Super 9                 | $ 2.200.000   |               | WTA Tier I            | $ 1.400.000   |               |
| 2000 | Indian Wells, Californien | 13. - 19. marts  | Tennis Masters Series Indian Wells | Tennis Masters Series Indian Wells | Tennis Masters Series       | $ 2.450.000   |               | WTA Tier I            | $ 2.000.000   |               |
| 2001 | Indian Wells, Californien | 12. - 18. marts  | Tennis Masters Series Indian Wells | Tennis Masters Series Indian Wells | Tennis Masters Series       | $ 2.450.000   |               | WTA Tier I            | $ 2.000.000   |               |
| 2002 | Indian Wells, Californien | 11. - 17. marts  | Pacific Life Open                  | Pacific Life Open                  | Tennis Masters Series       | $ 2.450.000   |               | WTA Tier I            | $ 2.100.000   |               |
| 2003 | Indian Wells, Californien | 10. - 16. marts  | Pacific Life Open                  | Pacific Life Open                  | Tennis Masters Series       | $ 2.200.000   |               | WTA Tier I            | $ 2.100.000   |               |
| 2004 | Indian Wells, Californien | 8. - 21. marts   | Pacific Life Open                  | Pacific Life Open                  | ATP Masters Series          | $ 2.529.000   |               | WTA Tier I            | $ 2.100.000   |               |
| 2005 | Indian Wells, Californien | 7. - 20. marts   | Pacific Life Open                  | Pacific Life Open                  | ATP Masters Series          | $ 2.724.600   |               | WTA Tier I            | $ 2.100.000   |               |
| 2006 | Indian Wells, Californien | 6. - 19. marts   | Pacific Life Open                  | Pacific Life Open                  | ATP Masters Series          | $ 2.919.600   |               | WTA Tier I            | $ 2.100.000   |               |
| 2007 | Indian Wells, Californien | 5. - 18. marts   | Pacific Life Open                  | Pacific Life Open                  | ATP Masters Series          | $ 3.035.000   |               | WTA Tier I            | $ 2.100.000   |               |
| 2008 | Indian Wells, Californien | 13. - 23. marts  | Pacific Life Open                  | Pacific Life Open                  | ATP Masters Series          | $ 3.339.000   |               | WTA Tier I            | $ 2.100.000   |               |
| 2009 | Indian Wells, Californien | 12. - 22. marts  | BNP Paribas Open                   | BNP Paribas Open                   | ATP World Tour Masters 1000 | $ 3.645.000   |               | WTA Premier Mandatory | $ 4.500.000   |               |
| 2010 | Indian Wells, Californien | 11. - 21. marts  | BNP Paribas Open                   | BNP Paribas Open                   | ATP World Tour Masters 1000 | $ 3.645.000   |               | WTA Premier Mandatory | $ 4.500.000   |               |
| 2011 | Indian Wells, Californien | 10. - 20. marts  | BNP Paribas Open                   | BNP Paribas Open                   | ATP World Tour Masters 1000 | $ 3.645.000   |               | WTA Premier Mandatory | $ 4.500.000   |               |
| 2012 | Indian Wells, Californien | 8. - 18. marts   | BNP Paribas Open                   | BNP Paribas Open                   | ATP World Tour Masters 1000 | $ 4.694.969   |               | WTA Premier Mandatory | $ 5.536.664   |               |
| 2013 | Indian Wells, Californien | 7. - 17. marts   | BNP Paribas Open                   | BNP Paribas Open                   | ATP World Tour Masters 1000 | $ 5.191.943   |               | WTA Premier Mandatory | $ 5.185.625   |               |
| 2014 | Indian Wells, Californien | 6. - 16. marts   | BNP Paribas Open                   | BNP Paribas Open                   | ATP World Tour Masters 1000 | $ 5.240.015   |               | WTA Premier Mandatory | $ 5.946.740   |               |
| 2015 | Indian Wells, Californien | 12. - 22. marts  | BNP Paribas Open                   | BNP Paribas Open                   | ATP World Tour Masters 1000 | $ 5.381.235   |               | WTA Premier Mandatory | $ 6.157.160   |               |
| 2016 | Indian Wells, Californien | 10. - 20. marts  | BNP Paribas Open                   | BNP Paribas Open                   | ATP World Tour Masters 1000 | $ 6.134.605   |               | WTA Premier Mandatory | $ 6.844.139   |               |
| 2017 | Indian Wells, Californien | 9. - 19. marts   | BNP Paribas Open                   | BNP Paribas Open                   | ATP World Tour Masters 1000 | $ 6.993.450   |               | WTA Premier Mandatory | $ 7.669.423   |               |
| 2018 | Indian Wells, Californien | 8. - 18. marts   | BNP Paribas Open                   | BNP Paribas Open                   | ATP World Tour Masters 1000 | $ 7.972.535   |               | WTA Premier Mandatory | $ 8.648.508   |               |
| 2019 | Indian Wells, Californien | 7. - 17. marts   | BNP Paribas Open                   | BNP Paribas Open                   | ATP Tour Masters 1000       | $ 8.359.455   |               | WTA Premier Mandatory | $ 9.035.428   |               |
| 2020 | Indian Wells, Californien | Aflyst           | BNP Paribas Open                   | BNP Paribas Open                   | ATP Tour Masters 1000       | -             |               | WTA Premier Mandatory | -             |               |
| 2021 | Indian Wells, Californien | 7. - 17. oktober | BNP Paribas Open                   | BNP Paribas Open                   | ATP Tour Masters 1000       | $ 8.359.455   |               | WTA 1000              | $ 8.761.725   |               |
| 2022 | Indian Wells, Californien | 10. - 20. marts  | BNP Paribas Open                   | BNP Paribas Open                   | ATP Masters 1000            | $ 8.584.055   |               | WTA 1000              | $ 8.369.455   |               |
| 2023 | Indian Wells, Californien | 8. - 19. marts   | BNP Paribas Open                   | BNP Paribas Open                   | ATP Masters 1000            | $ 8.800.000   |               | WTA 1000              | $ 8.800.000   |               |
| 2024 | Indian Wells, Californien | 6. - 17. marts   | BNP Paribas Open                   | BNP Paribas Open                   | ATP Masters 1000            | $ 9.495.555   |               | WTA 1000              | $ 9.495.555   |               |

### Tilskuere
Turneringen får besøg af over 400.000 tilskuere i løbet af de to uger, den varer.
| År   | Antal tilskuere |
| ---- | --------------- |
| 2006 | 270.453         |
| 2007 | 303.398         |
| 2008 | 331.269         |
| 2009 | 332.498         |
| 2010 | 339.657         |
| 2011 | 350.086         |
| 2012 | 370.406         |
| 2013 | 382.227         |
| 2014 | 431.527         |
| 2015 | 456.672         |
| 2016 | 438.058         |
| 2017 |                 |
| 2018 |                 |
| 2019 |                 |
| 2020 | Aflyst          |

## Vindere og finalister

### Herresingle
| År   | Mester                                          | Finalist                                        | Finaleresultat                                  |
| ---- | ----------------------------------------------- | ----------------------------------------------- | ----------------------------------------------- |
| 1974 | John Newcombe (1)                               | Arthur Ashe                                     | 6–3, 7–6                                        |
| 1975 | John Alexander (1)                              | Ilie Nastase                                    | 7–5, 6–2                                        |
| 1976 | Jimmy Connors (1)                               | Roscoe Tanner                                   | 6–4, 6–4                                        |
| 1977 | Brian Gottfried (1)                             | Guillermo Vilas                                 | 2–6, 6–1, 6–3                                   |
| 1978 | Roscoe Tanner (1)                               | Raúl Ramírez                                    | 6–1, 7–6(7–5)                                   |
| 1979 | Roscoe Tanner (2)                               | Brian Gottfried                                 | 6–4, 6–2                                        |
| 1980 | Ingen finale – aflyst på grund af regn          | Ingen finale – aflyst på grund af regn          | Ingen finale – aflyst på grund af regn          |
| 1981 | Jimmy Connors (2)                               | Ivan Lendl                                      | 6–3, 7–6(7–5)                                   |
| 1982 | Yannick Noah (1)                                | Ivan Lendl                                      | 3–6, 6–2, 7–5                                   |
| 1983 | José Higueras (1)                               | Eliot Teltscher                                 | 6–4, 6–2                                        |
| 1984 | Jimmy Connors (3)                               | Yannick Noah                                    | 6–2, 6–7(7–9), 6–3                              |
| 1985 | Larry Stefanki (1)                              | David Pate                                      | 6–1, 6–4, 3–6, 6–3                              |
| 1986 | Joakim Nyström (1)                              | Yannick Noah                                    | 6–1, 6–3, 6–2                                   |
| 1987 | Boris Becker (1)                                | Stefan Edberg                                   | 6–4, 6–4, 7–5                                   |
| 1988 | Boris Becker (2)                                | Emilio Sánchez                                  | 7–5, 6–4, 2–6, 6–4                              |
| 1989 | Miloslav Mečíř (1)                              | Yannick Noah                                    | 3–6, 2–6, 6–1, 6–2, 6–3                         |
| 1990 | Stefan Edberg (1)                               | Andre Agassi                                    | 6–4, 5–7, 7–6(7–1), 7–6(8–6)                    |
| 1991 | Jim Courier (1)                                 | Guy Forget                                      | 4–6, 6–3, 4–6, 6–3, 7–6(7–4)                    |
| 1992 | Michael Chang (1)                               | Andrej Tjesnokov                                | 6–3, 6–4, 7–5                                   |
| 1993 | Jim Courier (2)                                 | Wayne Ferreira                                  | 6–3, 6–3, 6–1                                   |
| 1994 | Pete Sampras (1)                                | Petr Korda                                      | 4–6, 6–3, 3–6, 6–3, 6–2                         |
| 1995 | Pete Sampras (2)                                | Andre Agassi                                    | 7–5, 6–3, 7–5                                   |
| 1996 | Michael Chang (2)                               | Paul Haarhuis                                   | 7–5, 6–1, 6–1                                   |
| 1997 | Michael Chang (3)                               | Bohdan Ulihrach                                 | 4–6, 6–3, 6–4, 6–3                              |
| 1998 | Marcelo Ríos (1)                                | Greg Rusedski                                   | 6–3, 6–7(15–17), 7–6(7–4), 6–4                  |
| 1999 | Mark Philippoussis (1)                          | Carlos Moyá                                     | 5–7, 6–4, 6–4, 4–6, 6–2                         |
| 2000 | Àlex Corretja (1)                               | Thomas Enqvist                                  | 6–4, 6–4, 6–3                                   |
| 2001 | Andre Agassi (1)                                | Pete Sampras                                    | 7–6(7–5), 7–5, 6–1                              |
| 2002 | Lleyton Hewitt (1)                              | Tim Henman                                      | 6–1, 6–2                                        |
| 2003 | Lleyton Hewitt (2)                              | Gustavo Kuerten                                 | 6–1, 6–1                                        |
| 2004 | Roger Federer (1)                               | Tim Henman                                      | 6–3, 6–3                                        |
| 2005 | Roger Federer (2)                               | Lleyton Hewitt                                  | 6–2, 6–4, 6–4                                   |
| 2006 | Roger Federer (3)                               | James Blake                                     | 7–5, 6–3, 6–0                                   |
| 2007 | Rafael Nadal (1)                                | Novak Djokovic                                  | 6–2, 7–5                                        |
| 2008 | Novak Djokovic (1)                              | Mardy Fish                                      | 6–2, 5–7, 6–3                                   |
| 2009 | Rafael Nadal (2)                                | Andy Murray                                     | 6–1, 6–2                                        |
| 2010 | Ivan Ljubičić (1)                               | Andy Roddick                                    | 7–6(7–3), 7–6(7–5)                              |
| 2011 | Novak Djokovic (2)                              | Rafael Nadal                                    | 4–6, 6–3, 6–2                                   |
| 2012 | Roger Federer (4)                               | John Isner                                      | 7–6(9–7), 6–3                                   |
| 2013 | Rafael Nadal (3)                                | Juan Martín del Potro                           | 4–6, 6–3, 6–4                                   |
| 2014 | Novak Djokovic (3)                              | Roger Federer                                   | 3–6, 6–3, 7–6(7–3)                              |
| 2015 | Novak Djokovic (4)                              | Roger Federer                                   | 6–3, 6–7(5–7), 6–2                              |
| 2016 | Novak Djokovic (5)                              | Milos Raonic                                    | 6–2, 6–0                                        |
| 2017 | Roger Federer (5)                               | Stan Wawrinka                                   | 6–4, 7–5                                        |
| 2018 | Juan Martín del Potro (1)                       | Roger Federer                                   | 6–4, 6–7(8–10), 7–6(7–2)                        |
| 2019 | Dominic Thiem (1)                               | Roger Federer                                   | 3–6, 6–3, 7–5                                   |
| 2020 | Turnering aflyst på grund af COVID-19-pandemien | Turnering aflyst på grund af COVID-19-pandemien | Turnering aflyst på grund af COVID-19-pandemien |
| 2021 | Cameron Norrie (1)                              | Nikoloz Basilashvili                            | 3–6, 6–4, 6–1                                   |
| 2022 | Taylor Fritz (1)                                | Rafael Nadal                                    | 6–3, 7–6(7–5)                                   |
| 2023 | Carlos Alcaraz (1)                              | Daniil Medvedev                                 | 6–3, 6–2                                        |
| 2024 | Carlos Alcaraz (2)                              | Daniil Medvedev                                 | 7–6(7–5), 6–1                                   |
| 2025 | Jack Draper (1)                                 | Holger Rune                                     | 6–2, 6–2                                        |

### Damesingle
| År   | Mestre                                          | Finalister                                      | Score                                           |
| ---- | ----------------------------------------------- | ----------------------------------------------- | ----------------------------------------------- |
| 1989 | Manuela Maleeva-Fragniere (1)                   | Jenny Byrne                                     | 6–4, 6–1                                        |
| 1990 | Martina Navrátilová (1)                         | Helena Suková                                   | 6–2, 5–7, 6–1                                   |
| 1991 | Martina Navrátilová (2)                         | Monica Seles                                    | 6–2, 7–6(8–6)                                   |
| 1992 | Monica Seles (1)                                | Conchita Martínez                               | 6–3, 6–1                                        |
| 1993 | Mary Joe Fernández (1)                          | Amanda Coetzer                                  | 3–6, 6–1, 7–6(8–6)                              |
| 1994 | Steffi Graf (1)                                 | Amanda Coetzer                                  | 6–0, 6–4                                        |
| 1995 | Mary Joe Fernández (2)                          | Natasja Zvereva                                 | 6–4, 6–3                                        |
| 1996 | Steffi Graf (2)                                 | Conchita Martínez                               | 7–6(7–5), 7–6(7–5)                              |
| 1997 | Lindsay Davenport (1)                           | Irina Spîrlea                                   | 6–2, 6–1                                        |
| 1998 | Martina Hingis (1)                              | Lindsay Davenport                               | 6–3, 6–4                                        |
| 1999 | Serena Williams (1)                             | Steffi Graf                                     | 6–3, 3–6, 7–5                                   |
| 2000 | Lindsay Davenport (2)                           | Martina Hingis                                  | 4–6, 6–4, 6–0                                   |
| 2001 | Serena Williams (2)                             | Kim Clijsters                                   | 4–6, 6–4, 6–2                                   |
| 2002 | Daniela Hantuchová (1)                          | Martina Hingis                                  | 6–3, 6–4                                        |
| 2003 | Kim Clijsters (1)                               | Lindsay Davenport                               | 6–4, 7–5                                        |
| 2004 | Justine Henin (1)                               | Lindsay Davenport                               | 6–1, 6–4                                        |
| 2005 | Kim Clijsters (2)                               | Lindsay Davenport                               | 6–4, 4–6, 6–2                                   |
| 2006 | Marija Sjarapova (1)                            | Jelena Dementjeva                               | 6–1, 6–2                                        |
| 2007 | Daniela Hantuchová (2)                          | Svetlana Kuznetsova                             | 6–3, 6–4                                        |
| 2008 | Ana Ivanović (1)                                | Svetlana Kuznetsova                             | 6–4, 6–3                                        |
| 2009 | Vera Zvonarjova (1)                             | Ana Ivanović                                    | 7–6(7–5), 6–2                                   |
| 2010 | Jelena Janković (1)                             | Caroline Wozniacki                              | 6–2, 6–4                                        |
| 2011 | Caroline Wozniacki (1)                          | Marion Bartoli                                  | 6–1, 2–6, 6–3                                   |
| 2012 | Viktorija Azarenka (1)                          | Marija Sjarapova                                | 6–2, 6–3                                        |
| 2013 | Marija Sjarapova (2)                            | Caroline Wozniacki                              | 6–2, 6–2                                        |
| 2014 | Flavia Pennetta (1)                             | Agnieszka Radwańska                             | 6–2, 6–1                                        |
| 2015 | Simona Halep (1)                                | Jelena Janković                                 | 2–6, 7–5, 6–4                                   |
| 2016 | Viktorija Azarenka (2)                          | Serena Williams                                 | 6–4, 6–4                                        |
| 2017 | Jelena Vesnina (1)                              | Svetlana Kuznetsova                             | 6–7(6–8), 7–5, 6–4                              |
| 2018 | Naomi Osaka (1)                                 | Darja Kasatkina                                 | 6–3, 6–2                                        |
| 2019 | Bianca Andreescu (1)                            | Angelique Kerber                                | 6–4, 3–6, 6–4                                   |
| 2020 | Turnering aflyst på grund af COVID-19-pandemien | Turnering aflyst på grund af COVID-19-pandemien | Turnering aflyst på grund af COVID-19-pandemien |
| 2021 | Paula Badosa (1)                                | Viktorija Azarenka                              | 7–6(7–5), 2–6, 7–6(7–2)                         |
| 2022 | Iga Świątek (1)                                 | Maria Sakkari                                   | 6–4, 6–1                                        |
| 2023 | Jelena Rybakina (1)                             | Aryna Sabalenka                                 | 7–6(13–11), 6–4                                 |
| 2024 | Iga Świątek (2)                                 | Maria Sakkari                                   | 6–4, 6–0                                        |
| 2025 | Mirra Andreeva (1)                              | Aryna Sabalenka                                 | 2–6, 6–4, 6–3                                   |

### Herredouble
| År   | Mestre                                          | Finalister                                      | Finaleresultat                                  |
| ---- | ----------------------------------------------- | ----------------------------------------------- | ----------------------------------------------- |
| 1974 | Charlie Pasarell (1) Sherwood Stewart (1)       | Tom Edlefsen Manuel Orantes                     | 6–4, 6–4                                        |
| 1975 | William Brown (1) Raúl Ramírez (1)              | Raymond Moore Dennis Ralston                    | 2–6, 7–6, 6–4                                   |
| 1976 | Colin Dibley (1) Sandy Mayer (1)                | Raymond Moore Erik Van Dillen                   | 6–4, 6–7, 7–6                                   |
| 1977 | Bob Hewitt (1) Frew McMillan (1)                | Marty Riessen Roscoe Tanner                     | 7–6, 7–6                                        |
| 1978 | Raymond Moore (1) Roscoe Tanner (1)             | Bob Hewitt Frew McMillan                        | 6–4, 6–4                                        |
| 1979 | Gene Mayer (1) Sandy Mayer (2)                  | Cliff Drysdale Bruce Manson                     | 6–4, 7–6                                        |
| 1980 | Ingen finale – aflyst på grund af regn          | Ingen finale – aflyst på grund af regn          | Ingen finale – aflyst på grund af regn          |
| 1981 | Bruce Manson (1) Brian Teacher (1)              | Terry Moor Eliot Teltscher                      | 7–6, 6–2                                        |
| 1982 | Brian Gottfried (1) Raúl Ramírez (2)            | John Lloyd Dick Stockton                        | 6–4, 3–6, 6–2                                   |
| 1983 | Brian Gottfried (2) Raúl Ramírez (3)            | Tian Viljoen Danie Visser                       | 6–3, 6–3                                        |
| 1984 | Bernard Mitton (1) Butch Walts (1)              | Scott Davis Ferdi Taygan                        | 5–7, 6–3, 6–2                                   |
| 1985 | Heinz Günthardt (1) Balázs Taróczy (1)          | Ken Flach Robert Seguso                         | 3–6, 7–6, 6–3                                   |
| 1986 | Peter Fleming (1) Guy Forget (1)                | Yannick Noah Sherwood Stewart                   | 6–4, 6–3                                        |
| 1987 | Guy Forget (2) Yannick Noah (1)                 | Boris Becker Eric Jelen                         | 6–4, 7–6                                        |
| 1988 | Boris Becker (1) Guy Forget (3)                 | Jorge Lozano Todd Witsken                       | 6–4, 6–4                                        |
| 1989 | Boris Becker (2) Jakob Hlasek (1)               | Kevin Curren David Pate                         | 7–6, 7–5                                        |
| 1990 | Boris Becker (3) Guy Forget (4)                 | Jim Grabb Patrick McEnroe                       | 4–6, 6–4, 6–3                                   |
| 1991 | Jim Courier (1) Javier Sánchez (1)              | Guy Forget Henri Leconte                        | 7–6, 3–6, 6–3                                   |
| 1992 | Steve DeVries (1) David Macpherson (1)          | Kent Kinnear Sven Salumaa                       | 4–6, 6–3, 6–3                                   |
| 1993 | Guy Forget (5) Henri Leconte (1)                | Luke Jensen Scott Melville                      | 6–4, 7–5                                        |
| 1994 | Grant Connell (1) Patrick Galbraith (1)         | Byron Black Jonathan Stark                      | 7–5, 6–3                                        |
| 1995 | Tommy Ho (1) Brett Steven (1)                   | Gary Muller Piet Norval                         | 6–4, 7–6                                        |
| 1996 | Todd Woodbridge (1) Mark Woodforde (1)          | Brian MacPhie Michael Tebbutt                   | 1–6, 6–2, 6–2                                   |
| 1997 | Mark Knowles (1) Daniel Nestor (1)              | Mark Philippoussis Patrick Rafter               | 7–6, 4–6, 7–5                                   |
| 1998 | Jonas Björkman (1) Patrick Rafter (1)           | Todd Martin Richey Reneberg                     | 6–4, 7–6                                        |
| 1999 | Wayne Black (1) Sandon Stolle (1)               | Ellis Ferreira Rick Leach                       | 7–6(7–4), 6–3                                   |
| 2000 | Alex O'Brien (1) Jared Palmer (1)               | Paul Haarhuis Sandon Stolle                     | 6–4, 7–6(7–5)                                   |
| 2001 | Wayne Ferreira (1) Jevgenij Kafelnikov (1)      | Jonas Björkman Todd Woodbridge                  | 6–2, 7–5                                        |
| 2002 | Mark Knowles (2) Daniel Nestor (2)              | Roger Federer Maks Mirnyj                       | 6–4, 6–4                                        |
| 2003 | Wayne Ferreira (2) Jevgenij Kafelnikov (2)      | Bob Bryan Mike Bryan                            | 3–6, 7–5, 6–4                                   |
| 2004 | Arnaud Clément (1) Sébastien Grosjean (1)       | Wayne Black Kevin Ullyett                       | 6–3, 4–6, 7–5                                   |
| 2005 | Mark Knowles (3) Daniel Nestor (3)              | Wayne Arthurs Paul Hanley                       | 7–6(8–6), 7–6(7–2)                              |
| 2006 | Mark Knowles (4) Daniel Nestor (4)              | Bob Bryan Mike Bryan                            | 6–4, 6–4                                        |
| 2007 | Martin Damm (1) Leander Paes (1)                | Jonathan Erlich Andy Ram                        | 6–4, 6–4                                        |
| 2008 | Jonathan Erlich (1) Andy Ram (1)                | Daniel Nestor Nenad Zimonjić                    | 6–4, 6–4                                        |
| 2009 | Mardy Fish (1) Andy Roddick (1)                 | Maks Mirnyj Andy Ram                            | 3–6, 6–1, [14–12]                               |
| 2010 | Marc López (1) Rafael Nadal (1)                 | Daniel Nestor Nenad Zimonjić                    | 7–6(10–8), 6–3                                  |
| 2011 | Aleksandr Dolgopolov (1) Xavier Malisse (1)     | Roger Federer Stanislas Wawrinka                | 6–4, 6–7(5–7), [10–7]                           |
| 2012 | Marc López (2) Rafael Nadal (2)                 | John Isner Sam Querrey                          | 6–2, 7–6(7–3)                                   |
| 2013 | Bob Bryan (1) Mike Bryan (1)                    | Treat Huey Jerzy Janowicz                       | 6–3, 3–6, [10–6]                                |
| 2014 | Bob Bryan (2) Mike Bryan (2)                    | Alexander Peya Bruno Soares                     | 6–4, 6–3                                        |
| 2015 | Vasek Pospisil (1) Jack Sock (1)                | Simone Bolelli Fabio Fognini                    | 6–4, 6–7(3–7), [10–7]                           |
| 2016 | Pierre-Hugues Herbert (1) Nicolas Mahut (1)     | Vasek Pospisil Jack Sock                        | 6–3, 7–6(7–5)                                   |
| 2017 | Raven Klaasen (1) Rajeev Ram (1)                | Łukasz Kubot Marcelo Melo                       | 6–7(1–7), 6–4, [10–8]                           |
| 2018 | John Isner (1) Jack Sock (1)                    | Bob Bryan Mike Bryan                            | 7–6(7–4), 7–6(7–2)                              |
| 2019 | Nikola Mektić (1) Horacio Zeballos (1)          | Łukasz Kubot Marcelo Melo                       | 4–6, 6–4, [10–3]                                |
| 2020 | Turnering aflyst på grund af COVID-19-pandemien | Turnering aflyst på grund af COVID-19-pandemien | Turnering aflyst på grund af COVID-19-pandemien |
| 2021 | John Peers (1) Filip Polášek (1)                | Ivan Dodig Marcelo Melo                         | 6–3, 7–6(7–5)                                   |
| 2022 | John Isner (2) Jack Sock (2)                    | Santiago González Édouard Roger-Vasselin        | 7–6(7–4), 6–3                                   |
| 2023 | Rohan Bopanna (1) Matthew Ebden (1)             | Wesley Koolhof Neal Skupski                     | 6–3, 2–6, [10–8]                                |
| 2024 | Wesley Koolhof (1) Nikola Mektić (2)            | Marcel Granollers Horacio Zeballos              | 7–6(7–2), 7–6(7–4)                              |
| 2025 | Marcelo Arévalo (1) Mate Pavić (1)              | Sebastian Korda (1) Jordan Thompson (1)         | 6–3, 6–4                                        |

### Damedouble
| År   | Mestre                                          | Finalister                                       | Finaleresultat                                  |
| ---- | ----------------------------------------------- | ------------------------------------------------ | ----------------------------------------------- |
| 1989 | Hana Mandlíková (1) Pam Shriver (1)             | Rosalyn Fairbank Gretchen Rush-Magers            | 6–3, 6–7(4–7), 6–3                              |
| 1990 | Jana Novotná (1) Helena Suková (1)              | Gigi Fernández Martina Navrátilová               | 6–2, 7–6(8–6)                                   |
| 1991 | Ingen finale – aflyst på grund af regn          | Ingen finale – aflyst på grund af regn           | Ingen finale – aflyst på grund af regn          |
| 1992 | Claudia Kohde-Kilsch (1) Stephanie Rehe (1)     | Jill Hetherington Kathy Rinaldi                  | 6–3, 6–3                                        |
| 1993 | Rennae Stubbs (1) Helena Suková (2)             | Ann Grossman Patricia Hy                         | 6–3, 6–4                                        |
| 1994 | Lindsay Davenport (1) Lisa Raymond (1)          | Manon Bollegraf Helena Suková                    | 6–2, 6–4                                        |
| 1995 | Lindsay Davenport (2) Lisa Raymond (2)          | Larisa Savchenko-Neiland Arantxa Sánchez Vicario | 2–6, 6–4, 6–3                                   |
| 1996 | Chanda Rubin (1) Brenda Schultz-McCarthy (1)    | Julie Halard Nathalie Tauziat                    | 6–1, 6–4                                        |
| 1997 | Lindsay Davenport (3) Natasja Zvereva (1)       | Lisa Raymond Nathalie Tauziat                    | 6–3, 6–2                                        |
| 1998 | Lindsay Davenport (4) Natasja Zvereva (2)       | Alexandra Fusai Nathalie Tauziat                 | 6–4, 2–6, 6–4                                   |
| 1999 | Martina Hingis (1) Anna Kurnikova (1)           | Mary Joe Fernández Jana Novotná                  | 6–2, 6–2                                        |
| 2000 | Lindsay Davenport (5) Corina Morariu (1)        | Anna Kurnikova Natasja Zvereva                   | 6–2, 6–3                                        |
| 2001 | Nicole Arendt (1) Ai Sugiyama (1)               | Virginia Ruano Pascual Paola Suárez              | 6–4, 6–4                                        |
| 2002 | Lisa Raymond (3) Rennae Stubbs (2)              | Jelena Dementjeva Janette Husárová               | 7–5, 6–0                                        |
| 2003 | Lindsay Davenport (6) Lisa Raymond (4)          | Kim Clijsters Ai Sugiyama                        | 3–6, 6–4, 6–1                                   |
| 2004 | Virginia Ruano Pascual (1) Paola Suárez (1)     | Svetlana Kuznetsova Jelena Likhovtseva           | 6–1, 6–2                                        |
| 2005 | Virginia Ruano Pascual (2) Paola Suárez (2)     | Nadija Petrova Meghann Shaughnessy               | 7–6(7–3), 6–1                                   |
| 2006 | Lisa Raymond (5) Samantha Stosur (1)            | Virginia Ruano Pascual Meghann Shaughnessy       | 6–2, 7–5                                        |
| 2007 | Lisa Raymond (6) Samantha Stosur (2)            | Chan Yung-Jan Chuang Chia-Jung                   | 6–3, 7–5                                        |
| 2008 | Dinara Safina (1) Jelena Vesnina (1)            | Yan Zi Zheng Jie                                 | 6–1, 1–6, [10–8]                                |
| 2009 | Viktorija Azarenka (1) Vera Zvonarjova (1)      | Gisela Dulko Shahar Pe'er                        | 6–4, 3–6, [10–5]                                |
| 2010 | Květa Peschke (1) Katarina Srebotnik (1)        | Nadija Petrova Samantha Stosur                   | 6–4, 2–6, [10–5]                                |
| 2011 | Sania Mirza (1) Jelena Vesnina (2)              | Bethanie Mattek-Sands Meghann Shaughnessy        | 6–0, 7–5                                        |
| 2012 | Liezel Huber (1) Lisa Raymond (7)               | Sania Mirza Jelena Vesnina                       | 6–2, 6–3                                        |
| 2013 | Jekaterina Makarova (1) Jelena Vesnina (3)      | Nadija Petrova Katarina Srebotnik                | 6–0, 5–7, [10–6]                                |
| 2014 | Hsieh Su-Wei (1) Peng Shuai (1)                 | Cara Black Sania Mirza                           | 7–6(7–5), 6–2                                   |
| 2015 | Martina Hingis (2) Sania Mirza (2)              | Jekaterina Makarova Jelena Vesnina               | 6–3, 6–4                                        |
| 2016 | Bethanie Mattek-Sands (1) Coco Vandeweghe (1)   | Julia Görges Karolína Plíšková                   | 4–6, 6–4, [10–6]                                |
| 2017 | Chan Yung-Jan (1) Martina Hingis (3)            | Lucie Hradecká Kateřina Siniaková                | 7–6(7–4), 6–2                                   |
| 2018 | Hsieh Su-Wei (2) Barbora Strýcová (1)           | Jekaterina Makarova Jelena Vesnina               | 6–4, 6–4                                        |
| 2019 | Elise Mertens (1) Aryna Sabalenka (1)           | Barbora Krejčíková Kateřina Siniaková            | 6–3, 6–2                                        |
| 2020 | Turnering aflyst på grund af COVID-19-pandemien | Turnering aflyst på grund af COVID-19-pandemien  | Turnering aflyst på grund af COVID-19-pandemien |
| 2021 | Hsieh Su-Wei (3) Elise Mertens (2)              | Veronika Kudermetova Jelena Rybakina             | 7–6(7–1), 6–3                                   |
| 2022 | Xu Yifan (1) Yang Zhaoxuan (1)                  | Asia Muhammad Ena Shibahara                      | 7–5, 7–6(7–4)                                   |
| 2023 | Barbora Krejčíková (1) Kateřina Siniaková (1)   | Beatriz Haddad Maia Laura Siegemund              | 6–1, 6–7(3–7), [10–7]                           |
| 2024 | Hsieh Su-Wei (4) Elise Mertens (3)              | Storm Hunter Kateřina Siniaková                  | 6–3, 6–4                                        |
| 2025 | Asia Muhammad (1) Demi Schuurs (1)              | Tereza Mihalíková Olivia Nicholls                | 6–2, 7–6(7–4)                                   |

### Mixed double
| År   | Mestre                             | Finalister                             | Finaleresultat |
| ---- | ---------------------------------- | -------------------------------------- | -------------- |
| 2024 | Storm Hunter (1) Matthew Ebden (1) | Caroline Garcia Édouard Roger-Vasselin | 6–3, 6–3       |